# Erik Ekholm
Erik Ekholm, född den 24 december 1716, död den 18 september 1784, var en svensk journalist och författare, farfars bror till Gustaf Ferdinand och Erik Ulrich Ekholm.
Ekholm var 1757-1784 notarie vid Stockholms stads bokauktionskammare, och gjorde sig känd genom sina radikala inlägg i den 1748-1758 pågående striden om svenska språkets skrivsätt, under vilken han särskilt vände sig mot Carl Gustaf Tessin och Sven Hof. 
Under senare delen av sitt liv verkade Ekholm som flitig publicist, men hade stora problem med att få framgång med sina tidningar Den nya swenska Mercurius 1761-1762, Nytt och gammalt 1767-1770, Den swenska fatburen 1767-1771, Swenska kyrkohandlingar 1770-1771, Postillionen 1771-1772 och Granskaren 1782.